# Campeonato Chileno de Futebol de 2020
A Primeira División do Campeonato Chileno de Futebol de 2020, oficialmente Campeonato Nacional AFP PlanVital de 2020 por motivos de patrocínio, é a 104ª edição da principal divisão de futebol do Chile. O certame é organizado pela Asociación Nacional de Fútbol Profesional (ANFP), entidade esportiva ligada à Federação de Futebol do Chile (FFC). A temporada começou em 24 de janeiro de 2020. Diferentemente da temporada anterior (2019), que contou com 16 times, esta edição da competição é disputada por 18 equipes. O aumento no número de participantes ocorreu por conta dos protestos ao redor do Chile em 2019, onde o campeonato teve que ser paralisado com 6 rodadas de antecedência, e portanto os rebaixamentos foram cancelados, ao contrário dos dois acessos (que a início também seriam, mas diante de uma forte pressão dos times da Primera B, principalmente o Santiago Wanderers que foi declarado campeão e tinha direito ao acesso direto, a ANFP voltou atrás e reestabeleceu os acessos). A Universidad Católica é a atual campeã, defendendo uma sequência de dois títulos seguidos.
A competição foi interrompida de 16 de março até 28 de agosto de 2020 como consequência dos efeitos gerados pela pandemia de COVID-19 no Chile.

## Regulamento

### Sistema de disputa
A Primera División do Chile de 2020 terá um total de 18 equipes, que se enfrentarão em sistema de todos contra todos em dois turnos (totalizando 34 rodadas). O sistema de pontuação do torneio, de acordo com a regulamentação do International Football Association Board (IFAB), atribui três pontos para o time vencedor de cada partida; um ponto para cada um em caso de empate; e nenhum ponto para o perdedor. Ao final de todo o campeonato, o 1º colocado é declarado campeão e se classifica para a fase de grupos da Copa Libertadores de 2021 junto com o vice-campeão, enquanto o 3º colocado se classifica para a segunda fase preliminar da mesma junto com o campeão da Copa Chile de 2020. Já os times que terminem entre a 4ª e a 7ª colocação se classificam para a Copa Sul-Americana de 2021. Caso o campeão da Copa Chile termine entre os 3 primeiros, a vaga da Libertadores passa para o 4º colocado, que por sua vez repassa a vaga da Sul-Americana para o 8º colocado.
No que se refere à questão do rebaixamento, como não houve times rebaixados na temporada anterior, descenderão três times para a Primera B (segunda divisão chilena) de 2021, no seguinte sistema: além da tabela do campeonato de 2020 em si, haverá uma tabela somada (promédios) com a pontuação dos times em 2019 e 2020; o último de cada tabela cairá automaticamente, enquanto os penúltimos de cada tabela se enfrentarão em partidas de ida e volta, no que é conhecido como Promoción, cujo perdedor também será rebaixado. Entretanto, podem acontecer alguns conflitos de um time na mesma posição em ambas as tabelas, e por isso abrem-se as soluções para tais exceções. Confira-as abaixo:
a) Caso um mesmo time esteja em último em ambas as tabelas, este + ambos os penúltimos colocados são rebaixados e a Promoción não é jogada;
b) Caso um mesmo time esteja em penúltimo em ambas as tabelas, este + ambos os últimos colocados são rebaixados e a Promoción não é jogada;
c) Caso tanto a penúltima quanto a última colocação sejam ocupadas pelos mesmos times, ambos são rebaixados e os antepenúltimos de cada tabela se enfrentam na Promoción.
Paralelamente, haverá 2 vagas de acesso na Primera B, e o número de rebaixamentos na Primera División e de acessos na Primera B será o mesmo em 2020 e 2021. Com isso, o campeonato terá 17 equipes em 2021 e voltará a 16 equipes a partir de 2022.

### Critérios de desempate
Em caso de empate por pontos entre dois ou mais clubes, os critérios de desempate serão aplicados na seguinte ordem:
1. (Apenas em caso de empate em pontos entre dois times na 1ª colocação) Jogo extra em campo neutro, com cobrança de pênaltis em caso de empate no tempo normal;
2. Saldo de gols;
3. Número de vitórias;
4. Número de gols marcados;
5. Número de gols marcados como visitante;
6. Número de cartões vermelhos;
7. Número de cartões amarelos;
8. Sorteio.[2]

OBS: É importante citar no critério 1 que caso haja um empate entre mais de duas equipes na 1ª colocação, considera-se do critério 2 pra baixo e os 2 times melhores classificados de acordo com os critérios disputam o jogo extra.

## Participantes
Dezoito equipes participarão da liga nesta temporada: os dezesseis times da temporada anterior, o campeão da Primera B de 2019, Santiago Wanderers, e o vencedor dos play-offs (repescagem) de promoção da Primera B.
| Equipe                    | Cidade       | Região                    | Em 2019 | Estádio (mando)               | Capac. | Títulos (último)      |
| ------------------------- | ------------ | ------------------------- | ------- | ----------------------------- | ------ | --------------------- |
| Audax Italiano            | Santiago     | Metropolitana de Santiago | 7º      | Bicentenario de La Florida    | 12 000 | 4 (último em 1957)    |
| Cobresal                  | El Salvador  | Atacama                   | 10º     | El Cobre                      | 11 240 | 1 (em 2015–C)         |
| Colo-Colo                 | Santiago     | Metropolitana de Santiago | 2º      | Monumental                    | 47 000 | 32 (último em 2017–T) |
| Coquimbo Unido            | Coquimbo     | Coquimbo                  | 5º      | Francisco Sánchez Rumoroso    | 18 750 | 0 (não possui)        |
| Curicó Unido              | Curicó       | Maule                     | 13º     | Bicentenario La Granja        | 08 278 | 0 (não possui)        |
| Deportes Antofagasta      | Antofagasta  | Antofagasta               | 12º     | Bicentenario Calvo y Bascuñán | 21 100 | 0 (não possui)        |
| Deportes Iquique          | Iquique      | Tarapacá                  | 15º     | Municipal de Cavancha         | 05 500 | 0 (não possui)        |
| Deportes La Serena        | La Serena    | Coquimbo                  | 2º (B)  | La Portada                    | 14 000 | 0 (não possui)        |
| Everton                   | Viña del Mar | Valparaíso                | 11º     | Sausalito                     | 21 000 | 4 (último em 2008–A)  |
| Huachipato                | Talcahuano   | Bío-Bío                   | 6º      | Huachipato – CAP Acero        | 10 500 | 2 (último em 2012–C)  |
| O'Higgins                 | Rancagua     | O'Higgins                 | 8º      | El Teniente                   | 10 550 | 1 (em 2013–A)         |
| Palestino                 | Santiago     | Metropolitana de Santiago | 3º      | Municipal de La Cisterna      | 12 000 | 2 (último em 1978)    |
| Santiago Wanderers        | Valparaíso   | Valparaíso                | 1º (B)  | Elías Figueroa Brander        | 21 568 | 3 (último em 2001)    |
| Unión Española            | Santiago     | Metropolitana de Santiago | 9º      | Santa Laura – Universidad SEK | 19 877 | 7 (último em 2013–T)  |
| Unión La Calera           | La Calera    | Valparaíso                | 4º      | Nicolás Chahuán Nazar         | 09 200 | 0 (não possui)        |
| Universidad Católica      | Santiago     | Metropolitana de Santiago | 1º      | San Carlos de Apoquindo       | 14 880 | 14 (último em 2019)   |
| Universidad de Chile      | Santiago     | Metropolitana de Santiago | 14º     | Estádio Nacional              | 48 665 | 18 (último em 2017–C) |
| Universidad de Concepción | Concepción   | Bío-Bío                   | 16º     | Ester Roa Rebolledo           | 33 000 | 0 (não possui)        |

## Classificação
| Pos | Equipe                    | Pts | J  | V  | E  | D  | GP | GC | SG  | Classificação ou Rebaixamento                   |
| --- | ------------------------- | --- | -- | -- | -- | -- | -- | -- | --- | ----------------------------------------------- |
| 1   | Universidad Católica      | 65  | 34 | 18 | 11 | 5  | 65 | 35 | +30 | Fase de grupos da Copa Libertadores de 2021     |
| 2   | Unión La Calera           | 57  | 34 | 17 | 6  | 11 | 59 | 41 | +18 | Fase de grupos da Copa Libertadores de 2021     |
| 3   | Universidad de Chile      | 52  | 34 | 13 | 13 | 8  | 49 | 33 | +16 | 2ª fase preliminar da Copa Libertadores de 2021 |
| 4   | Unión Española            | 52  | 34 | 14 | 10 | 10 | 55 | 43 | +12 | 2ª fase preliminar da Copa Libertadores de 2021 |
| 5   | Palestino                 | 51  | 34 | 14 | 9  | 11 | 49 | 45 | +4  | Primeira fase da Copa Sul-Americana de 2021     |
| 6   | Deportes Antofagasta      | 48  | 34 | 12 | 12 | 10 | 43 | 42 | +1  | Primeira fase da Copa Sul-Americana de 2021     |
| 7   | Cobresal                  | 47  | 34 | 13 | 8  | 13 | 45 | 40 | +5  | Primeira fase da Copa Sul-Americana de 2021     |
| 8   | Huachipato                | 46  | 34 | 13 | 7  | 14 | 43 | 44 | −1  | Primeira fase da Copa Sul-Americana de 2021     |
| 9   | Curicó Unido              | 46  | 34 | 13 | 7  | 14 | 40 | 52 | −12 |                                                 |
| 10  | O'Higgins                 | 45  | 34 | 12 | 9  | 13 | 40 | 39 | +1  |                                                 |
| 11  | Santiago Wanderers        | 44  | 34 | 12 | 8  | 14 | 42 | 53 | −11 |                                                 |
| 12  | Everton                   | 43  | 34 | 10 | 13 | 11 | 37 | 41 | −4  |                                                 |
| 13  | Audax Italiano            | 41  | 34 | 10 | 11 | 13 | 47 | 50 | −3  |                                                 |
| 14  | Universidad de Concepción | 41  | 34 | 9  | 14 | 11 | 38 | 46 | −8  |                                                 |
| 15  | Deportes La Serena        | 39  | 34 | 10 | 9  | 15 | 34 | 41 | −7  |                                                 |
| 16  | Colo-Colo                 | 39  | 34 | 9  | 12 | 13 | 33 | 43 | −10 | Qualificado para o Promoción                    |
| 17  | Deportes Iquique          | 38  | 34 | 9  | 11 | 14 | 38 | 46 | −8  | Rebaixado para a Primera B de 2021              |
| 18  | Coquimbo Unido            | 35  | 34 | 9  | 8  | 17 | 33 | 46 | −13 | Rebaixado para a Primera B de 2021              |

## Resultados

### Primeiro turno
| Rodada 1             | Rodada 1 | Rodada 1                  | Rodada 1                      | Rodada 1              | Rodada 1 |
| Mandante             | Placar   | Visitante                 | Estádio                       | Data                  | Hora     |
| -------------------- | -------- | ------------------------- | ----------------------------- | --------------------- | -------- |
| Everton              | 2 – 1    | Universidad de Concepción | Sausalito                     | 24 de janeiro de 2020 | 18:30    |
| O'Higgins            | 1 – 2    | Unión La Calera           | El Teniente                   | 24 de janeiro de 2020 | 21:00    |
| Deportes Antofagasta | 2 – 1    | Coquimbo Unido            | Bicentenario Calvo y Bascuñán | 25 de janeiro de 2020 | 12:00    |
| Audax Italiano       | 4 – 1    | Cobresal                  | Bicentenario de La Florida    | 25 de janeiro de 2020 | 20:30    |
| Santiago Wanderers   | 0 – 3    | Universidad Católica      | Elías Figueroa Brander        | 26 de janeiro de 2020 | 12:00    |
| Huachipato           | 2 – 1    | Universidad de Chile      | Huachipato – CAP Acero        | 26 de janeiro de 2020 | 18:00    |
| Unión Española       | 3 – 2    | Deportes Iquique          | Santa Laura – Universidad SEK | 26 de janeiro de 2020 | 20:30    |
| Curicó Unido         | 1 – 0    | Deportes La Serena        | Bicentenario La Granja        | 28 de janeiro de 2020 | 18:00    |
| Colo-Colo            | 3 – 0    | Palestino                 | Monumental                    | 28 de janeiro de 2020 | 20:30    |

| Rodada 2                  | Rodada 2 | Rodada 2             | Rodada 2                   | Rodada 2               | Rodada 2 |
| Mandante                  | Placar   | Visitante            | Estádio                    | Data                   | Hora     |
| ------------------------- | -------- | -------------------- | -------------------------- | ---------------------- | -------- |
| Unión La Calera           | 1 – 0    | Unión Española       | Nicolás Chahuán Nazar      | 31 de janeiro de 2020  | 21:00    |
| Universidad de Concepción | 0 – 2    | Santiago Wanderers   | Ester Roa Rebolledo        | 1 de fevereiro de 2020 | 12:00    |
| Palestino                 | 1 – 0    | Huachipato           | Municipal de La Cisterna   | 1 de fevereiro de 2020 | 17:30    |
| Universidad de Chile      | 5 – 1    | Curicó Unido         | Estádio Nacional           | 1 de fevereiro de 2020 | 17:30    |
| Cobresal                  | 2 – 1    | Colo-Colo            | El Cobre                   | 2 de fevereiro de 2020 | 12:00    |
| Universidad Católica      | 3 – 2    | O'Higgins            | San Carlos de Apoquindo    | 2 de fevereiro de 2020 | 18:00    |
| Deportes Iquique          | 2 – 2    | Everton              | Tierra de Campeones        | 2 de fevereiro de 2020 | 20:30    |
| Deportes La Serena        | 0 – 1    | Deportes Antofagasta | La Portada                 | 3 de fevereiro de 2020 | 19:30    |
| Coquimbo Unido            | 0 – 0    | Audax Italiano       | Francisco Sánchez Rumoroso | 1 de setembro de 2020  | 12:00    |

| Rodada 3             | Rodada 3 | Rodada 3                  | Rodada 3                      | Rodada 3                | Rodada 3 |
| Mandante             | Placar   | Visitante                 | Estádio                       | Data                    | Hora     |
| -------------------- | -------- | ------------------------- | ----------------------------- | ----------------------- | -------- |
| Deportes La Serena   | 1 – 2    | Cobresal                  | La Portada                    | 7 de fevereiro de 2020  | 21:00    |
| Huachipato           | 1 – 1    | Universidad de Concepción | Huachipato – CAP Acero        | 8 de fevereiro de 2020  | 12:00    |
| Universidad de Chile | 3 – 0    | Unión La Calera           | Estádio Nacional              | 8 de fevereiro de 2020  | 18:00    |
| Curicó Unido         | 1 – 0    | Deportes Iquique          | Bicentenario La Granja        | 8 de fevereiro de 2020  | 20:30    |
| Deportes Antofagasta | 2 – 3    | Universidad Católica      | Bicentenario Calvo y Bascuñán | 9 de fevereiro de 2020  | 12:00    |
| Audax Italiano       | 2 – 1    | Colo-Colo                 | Estádio Nacional              | 9 de fevereiro de 2020  | 18:00    |
| Unión Española       | 1 – 1    | Palestino                 | Santa Laura – Universidad SEK | 9 de fevereiro de 2020  | 20:30    |
| O'Higgins            | 2 – 1    | Santiago Wanderers        | El Teniente                   | 10 de fevereiro de 2020 | 18:00    |
| Everton              | 1 – 0    | Coquimbo Unido            | Sausalito                     | 10 de fevereiro de 2020 | 20:30    |

| Rodada 4                  | Rodada 4 | Rodada 4             | Rodada 4                      | Rodada 4                | Rodada 4 |
| Mandante                  | Placar   | Visitante            | Estádio                       | Data                    | Hora     |
| ------------------------- | -------- | -------------------- | ----------------------------- | ----------------------- | -------- |
| Unión La Calera           | 2 – 1    | Deportes La Serena   | Nicolás Chahuán Nazar         | 14 de fevereiro de 2020 | 18:30    |
| Santiago Wanderers        | 1 – 2    | Universidad de Chile | Elías Figueroa Brander        | 15 de fevereiro de 2020 | 12:00    |
| Palestino                 | 0 – 0    | O'Higgins            | Municipal de La Cisterna      | 15 de fevereiro de 2020 | 17:30    |
| Deportes Iquique          | 0 – 4    | Deportes Antofagasta | Tierra de Campeones           | 15 de fevereiro de 2020 | 21:30    |
| Cobresal                  | 1 – 1    | Everton              | El Cobre                      | 16 de fevereiro de 2020 | 12:00    |
| Colo-Colo                 | 0 – 2    | Universidad Católica | Monumental                    | 16 de fevereiro de 2020 | 18:00    |
| Universidad de Concepción | 1 – 2    | Curicó Unido         | Ester Roa Rebolledo           | 16 de fevereiro de 2020 | 21:00    |
| Unión Española            | 1 – 2    | Audax Italiano       | Santa Laura – Universidad SEK | 17 de fevereiro de 2020 | 19:30    |
| Coquimbo Unido            | 1 – 2    | Huachipato           | Francisco Sánchez Rumoroso    | 29 de agosto de 2020    | 16:00    |

| Rodada 5             | Rodada 5 | Rodada 5                  | Rodada 5                      | Rodada 5                | Rodada 5 |
| Mandante             | Placar   | Visitante                 | Estádio                       | Data                    | Hora     |
| -------------------- | -------- | ------------------------- | ----------------------------- | ----------------------- | -------- |
| Deportes Antofagasta | 1 – 1    | Universidad de Concepción | Bicentenario Calvo y Bascuñán | 21 de fevereiro de 2020 | 12:00    |
| Universidad Católica | 3 – 1    | Deportes Iquique          | San Carlos de Apoquindo       | 21 de fevereiro de 2020 | 18:30    |
| Huachipato           | 1 – 0    | Cobresal                  | Huachipato – CAP Acero        | 22 de fevereiro de 2020 | 12:00    |
| Everton              | 0 – 1    | Unión La Calera           | Sausalito                     | 22 de fevereiro de 2020 | 20:30    |
| Deportes La Serena   | 3 – 0    | Santiago Wanderers        | La Portada                    | 23 de fevereiro de 2020 | 12:00    |
| Universidad de Chile | 1 – 1    | Coquimbo Unido            | Estádio Nacional              | 23 de fevereiro de 2020 | 17:30    |
| Audax Italiano       | 0 – 1    | Palestino                 | Municipal de La Pintana       | 23 de fevereiro de 2020 | 20:00    |
| Curicó Unido         | 1 – 0    | Colo-Colo                 | Bicentenario La Granja        | 24 de fevereiro de 2020 | 18:00    |
| O'Higgins            | 1 – 3    | Unión Española            | El Teniente                   | 24 de fevereiro de 2020 | 20:30    |

| Rodada 6           | Rodada 6 | Rodada 6                  | Rodada 6                      | Rodada 6                | Rodada 6 |
| Mandante           | Placar   | Visitante                 | Estádio                       | Data                    | Hora     |
| ------------------ | -------- | ------------------------- | ----------------------------- | ----------------------- | -------- |
| Unión La Calera    | 1 – 1    | Universidad Católica      | Nicolás Chahuán Nazar         | 28 de fevereiro de 2020 | 18:30    |
| Cobresal           | 1 – 1    | Deportes Iquique          | El Cobre                      | 29 de fevereiro de 2020 | 12:00    |
| Colo-Colo          | 2 – 2    | Universidad de Concepción | Monumental                    | 29 de fevereiro de 2020 | 18:00    |
| Unión Española     | 2 – 0    | Everton                   | Santa Laura – Universidad SEK | 29 de fevereiro de 2020 | 20:30    |
| Coquimbo Unido     | 2 – 1    | Deportes La Serena        | Francisco Sánchez Rumoroso    | 1 de março de 2020      | 12:00    |
| O'Higgins          | 2 – 3    | Universidad de Chile      | El Teniente                   | 1 de março de 2020      | 18:00    |
| Palestino          | 2 – 2    | Deportes Antofagasta      | Municipal de La Pintana       | 1 de março de 2020      | 20:30    |
| Curicó Unido       | 1 – 0    | Huachipato                | Bicentenario La Granja        | 2 de março de 2020      | 20:30    |
| Santiago Wanderers | 3 – 3    | Audax Italiano            | Elías Figueroa Brander        | 3 de março de 2020      | 18:00    |

| Rodada 7                  | Rodada 7 | Rodada 7       | Rodada 7                      | Rodada 7             | Rodada 7 |
| Mandante                  | Placar   | Visitante      | Estádio                       | Data                 | Hora     |
| ------------------------- | -------- | -------------- | ----------------------------- | -------------------- | -------- |
| Universidad de Chile      | 0 – 0    | Everton        | Estádio Nacional              | 5 de março de 2020   | 18:00    |
| Universidad de Concepción | 2 – 2    | Cobresal       | Ester Roa Rebolledo           | 5 de março de 2020   | 20:30    |
| Deportes La Serena        | 1 – 2    | Colo-Colo      | La Portada                    | 7 de março de 2020   | 12:00    |
| Deportes Antofagasta      | 0 – 0    | Curicó Unido   | Bicentenario Calvo y Bascuñán | 7 de março de 2020   | 17:30    |
| Deportes Iquique          | 1 – 0    | O'Higgins      | Tierra de Campeones           | 7 de março de 2020   | 20:00    |
| Unión La Calera           | 2 – 0    | Coquimbo Unido | Nicolás Chahuán Nazar         | 9 de março de 2020   | 18:30    |
| Santiago Wanderers        | 1 – 2    | Palestino      | Elías Figueroa Brander        | 10 de março de 2020  | 18:00    |
| Huachipato                | 2 – 1    | Audax Italiano | Huachipato – CAP Acero        | 10 de março de 2020  | 20:30    |
| Universidad Católica      | 0 – 1    | Unión Española | San Carlos de Apoquindo       | 29 de agosto de 2020 | 18:30    |

| Rodada 8       | Rodada 8 | Rodada 8                  | Rodada 8                      | Rodada 8             | Rodada 8 |
| Mandante       | Placar   | Visitante                 | Estádio                       | Data                 | Hora     |
| -------------- | -------- | ------------------------- | ----------------------------- | -------------------- | -------- |
| Cobresal       | 0 – 1    | Universidad Católica      | El Cobre                      | 14 de março de 2020  | 12:00    |
| Everton        | 0 – 0    | Deportes La Serena        | Sausalito                     | 14 de março de 2020  | 20:00    |
| Coquimbo Unido | 0 – 3    | Deportes Iquique          | Francisco Sánchez Rumoroso    | 15 de março de 2020  | 12:00    |
| Unión Española | 4 – 4    | Huachipato                | Santa Laura – Universidad SEK | 15 de março de 2020  | 18:00    |
| Audax Italiano | 1 – 1    | Universidad de Concepción | Bicentenario de La Florida    | 15 de março de 2020  | 20:30    |
| Colo-Colo      | 2 – 3    | Santiago Wanderers        | Monumental                    | 29 de agosto de 2020 | 13:30    |
| O'Higgins      | 0 – 1    | Deportes Antofagasta      | El Teniente                   | 30 de agosto de 2020 | 10:30    |
| Palestino      | 2 – 2    | Universidad de Chile      | San Carlos de Apoquindo       | 30 de agosto de 2020 | 16:00    |
| Curicó Unido   | 0 – 2    | Unión La Calera           | Bicentenario La Granja        | 30 de agosto de 2020 | 18:30    |

| Rodada 9                  | Rodada 9 | Rodada 9       | Rodada 9                      | Rodada 9              | Rodada 9 |
| Mandante                  | Placar   | Visitante      | Estádio                       | Data                  | Hora     |
| ------------------------- | -------- | -------------- | ----------------------------- | --------------------- | -------- |
| Universidad de Concepción | 2 – 3    | Unión Española | Ester Roa Rebolledo           | 3 de setembro de 2020 | 11:00    |
| Palestino                 | 1 – 0    | Everton        | Municipal de La Cisterna      | 3 de setembro de 2020 | 13:30    |
| Unión La Calera           | 2 – 2    | Cobresal       | Nicolás Chahuán Nazar         | 4 de setembro de 2020 | 11:00    |
| Deportes La Serena        | 1 – 1    | O'Higgins      | La Portada                    | 4 de setembro de 2020 | 18:30    |
| Deportes Iquique          | 1 – 0    | Huachipato     | Tierra de Campeones           | 5 de setembro de 2020 | 11:00    |
| Universidad Católica      | 4 – 1    | Coquimbo Unido | San Carlos de Apoquindo       | 5 de setembro de 2020 | 14:30    |
| Santiago Wanderers        | 2 – 0    | Curicó Unido   | Elías Figueroa Brander        | 5 de setembro de 2020 | 18:30    |
| Deportes Antofagasta      | 2 – 2    | Audax Italiano | Bicentenario Calvo y Bascuñán | 6 de setembro de 2020 | 11:00    |
| Universidad de Chile      | 1 – 1    | Colo-Colo      | Estádio Nacional              | 6 de setembro de 2020 | 14:00    |

| Rodada 10                 | Rodada 10 | Rodada 10            | Rodada 10                     | Rodada 10              | Rodada 10 |
| Mandante                  | Placar    | Visitante            | Estádio                       | Data                   | Hora      |
| ------------------------- | --------- | -------------------- | ----------------------------- | ---------------------- | --------- |
| Universidad de Concepción | 2 – 1     | Unión La Calera      | Ester Roa Rebolledo           | 8 de setembro de 2020  | 11:00     |
| Unión Española            | 2 – 1     | Santiago Wanderers   | Santa Laura – Universidad SEK | 8 de setembro de 2020  | 18:30     |
| Huachipato                | 1 – 3     | Universidad Católica | Huachipato – CAP Acero        | 9 de setembro de 2020  | 11:00     |
| Cobresal                  | 4 – 0     | Curicó Unido         | El Cobre                      | 9 de setembro de 2020  | 13:30     |
| Colo-Colo                 | 0 – 1     | O'Higgins            | Monumental                    | 9 de setembro de 2020  | 16:00     |
| Coquimbo Unido            | 1 – 0     | Palestino            | Francisco Sánchez Rumoroso    | 9 de setembro de 2020  | 18:30     |
| Audax Italiano            | 2 – 1     | Deportes La Serena   | Bicentenario de La Florida    | 10 de setembro de 2020 | 11:00     |
| Deportes Iquique          | 0 – 2     | Universidad de Chile | Tierra de Campeones           | 10 de setembro de 2020 | 16:00     |
| Everton                   | 0 – 0     | Deportes Antofagasta | Sausalito                     | 10 de setembro de 2020 | 18:30     |

| Rodada 11            | Rodada 11 | Rodada 11                 | Rodada 11                     | Rodada 11              | Rodada 11 |
| Mandante             | Placar    | Visitante                 | Estádio                       | Data                   | Hora      |
| -------------------- | --------- | ------------------------- | ----------------------------- | ---------------------- | --------- |
| Unión La Calera      | 0 – 0     | Colo-Colo                 | Nicolás Chahuán Nazar         | 12 de setembro de 2020 | 18:30     |
| Santiago Wanderers   | 3 – 2     | Huachipato                | Elías Figueroa Brander        | 13 de setembro de 2020 | 11:00     |
| Universidad Católica | 3 – 0     | Audax Italiano            | San Carlos de Apoquindo       | 13 de setembro de 2020 | 16:00     |
| O'Higgins            | 1 – 2     | Everton                   | El Teniente                   | 13 de setembro de 2020 | 18:30     |
| Universidad de Chile | 2 – 1     | Cobresal                  | El Teniente                   | 14 de setembro de 2020 | 16:00     |
| Deportes La Serena   | 0 – 1     | Universidad de Concepción | La Portada                    | 15 de setembro de 2020 | 11:00     |
| Curicó Unido         | 2 – 1     | Coquimbo Unido            | Bicentenario La Granja        | 15 de setembro de 2020 | 16:00     |
| Palestino            | 2 – 0     | Deportes Iquique          | Municipal de La Cisterna      | 16 de setembro de 2020 | 12:00     |
| Deportes Antofagasta | 2 – 0     | Unión Española            | Bicentenario Calvo y Bascuñán | 17 de setembro de 2020 | 11:00     |

| Rodada 12                 | Rodada 12 | Rodada 12            | Rodada 12                     | Rodada 12              | Rodada 12 |
| Mandante                  | Placar    | Visitante            | Estádio                       | Data                   | Hora      |
| ------------------------- | --------- | -------------------- | ----------------------------- | ---------------------- | --------- |
| Deportes Iquique          | 0 – 3     | Unión La Calera      | Tierra de Campeones           | 24 de setembro de 2020 | 11:00     |
| Universidad de Concepción | 1 – 4     | O'Higgins            | Ester Roa Rebolledo           | 24 de setembro de 2020 | 13:30     |
| Cobresal                  | 2 – 1     | Palestino            | El Cobre                      | 24 de setembro de 2020 | 16:00     |
| Coquimbo Unido            | 2 – 1     | Santiago Wanderers   | Francisco Sánchez Rumoroso    | 25 de setembro de 2020 | 16:00     |
| Huachipato                | 1 – 1     | Deportes La Serena   | Huachipato – CAP Acero        | 25 de setembro de 2020 | 18:30     |
| Everton                   | 2 – 2     | Universidad Católica | Sausalito                     | 26 de setembro de 2020 | 16:00     |
| Audax Italiano            | 0 – 0     | Curicó Unido         | Bicentenario de La Florida    | 26 de setembro de 2020 | 18:30     |
| Unión Española            | 3 – 1     | Universidad de Chile | Santa Laura – Universidad SEK | 27 de setembro de 2020 | 16:00     |
| Colo-Colo                 | 1 – 0     | Deportes Antofagasta | Monumental                    | 10 de novembro de 2020 | 11:00     |

| Rodada 13            | Rodada 13 | Rodada 13                 | Rodada 13                     | Rodada 13            | Rodada 13 |
| Mandante             | Placar    | Visitante                 | Estádio                       | Data                 | Hora      |
| -------------------- | --------- | ------------------------- | ----------------------------- | -------------------- | --------- |
| Palestino            | 0 – 1     | Universidad de Concepción | Municipal de La Cisterna      | 1 de outubro de 2020 | 13:30     |
| Santiago Wanderers   | 3 – 1     | Deportes Iquique          | Elías Figueroa Brander        | 2 de outubro de 2020 | 11:00     |
| O'Higgins            | 1 – 4     | Coquimbo Unido            | El Teniente                   | 2 de outubro de 2020 | 16:00     |
| Deportes La Serena   | 0 – 2     | Unión Española            | La Portada                    | 3 de outubro de 2020 | 11:00     |
| Deportes Antofagasta | 2 – 1     | Cobresal                  | Bicentenario Calvo y Bascuñán | 3 de outubro de 2020 | 13:30     |
| Curicó Unido         | 1 – 3     | Everton                   | Bicentenario La Granja        | 3 de outubro de 2020 | 16:00     |
| Colo-Colo            | 0 – 1     | Huachipato                | Monumental                    | 3 de outubro de 2020 | 18:30     |
| Universidad Católica | 3 – 0     | Universidad de Chile      | San Carlos de Apoquindo       | 4 de outubro de 2020 | 14:00     |
| Unión La Calera      | 3 – 2     | Audax Italiano            | Nicolás Chahuán Nazar         | 4 de outubro de 2020 | 16:30     |

| Rodada 14            | Rodada 14 | Rodada 14                 | Rodada 14                     | Rodada 14             | Rodada 14 |
| Mandante             | Placar    | Visitante                 | Estádio                       | Data                  | Hora      |
| -------------------- | --------- | ------------------------- | ----------------------------- | --------------------- | --------- |
| O'Higgins            | 0 – 2     | Cobresal                  | El Teniente                   | 8 de outubro de 2020  | 11:00     |
| Unión Española       | 2 – 1     | Curicó Unido              | Santa Laura – Universidad SEK | 9 de outubro de 2020  | 15:30     |
| Coquimbo Unido       | 2 – 2     | Colo-Colo                 | Francisco Sánchez Rumoroso    | 9 de outubro de 2020  | 18:00     |
| Deportes Iquique     | 2 – 1     | Audax Italiano            | Tierra de Campeones           | 10 de outubro de 2020 | 11:00     |
| Huachipato           | 0 – 0     | Deportes Antofagasta      | Huachipato – CAP Acero        | 10 de outubro de 2020 | 13:30     |
| Everton              | 2 – 2     | Santiago Wanderers        | Sausalito                     | 10 de outubro de 2020 | 16:00     |
| Universidad Católica | 1 – 1     | Universidad de Concepción | San Carlos de Apoquindo       | 10 de outubro de 2020 | 18:30     |
| Unión La Calera      | 1 – 0     | Palestino                 | Nicolás Chahuán Nazar         | 11 de outubro de 2020 | 16:00     |
| Universidad de Chile | 3 – 0     | Deportes La Serena        | Estádio Nacional              | 11 de outubro de 2020 | 18:30     |

| Rodada 15                 | Rodada 15 | Rodada 15            | Rodada 15                     | Rodada 15              | Rodada 15 |
| Mandante                  | Placar    | Visitante            | Estádio                       | Data                   | Hora      |
| ------------------------- | --------- | -------------------- | ----------------------------- | ---------------------- | --------- |
| Deportes La Serena        | 4 – 2     | Palestino            | La Portada                    | 14 de outubro de 2020  | 11:00     |
| Cobresal                  | 0 – 1     | Coquimbo Unido       | El Cobre                      | 14 de outubro de 2020  | 13:30     |
| Huachipato                | 1 – 0     | Everton              | Huachipato – CAP Acero        | 14 de outubro de 2020  | 16:00     |
| Colo-Colo                 | 3 – 5     | Unión Española       | Monumental                    | 14 de outubro de 2020  | 18:30     |
| Universidad de Concepción | 1 – 1     | Deportes Iquique     | Ester Roa Rebolledo           | 15 de outubro de 2020  | 11:00     |
| Santiago Wanderers        | 0 – 3     | Unión La Calera      | Elías Figueroa Brander        | 15 de outubro de 2020  | 13:30     |
| Deportes Antofagasta      | 1 – 0     | Universidad de Chile | Bicentenario Calvo y Bascuñán | 15 de outubro de 2020  | 16:00     |
| Audax Italiano            | 2 – 1     | O'Higgins            | Bicentenario de La Florida    | 15 de outubro de 2020  | 18:30     |
| Curicó Unido              | 3 – 2     | Universidad Católica | Bicentenario La Granja        | 11 de novembro de 2020 | 16:00     |

| Rodada 16            | Rodada 16 | Rodada 16                 | Rodada 16                     | Rodada 16             | Rodada 16 |
| Mandante             | Placar    | Visitante                 | Estádio                       | Data                  | Hora      |
| -------------------- | --------- | ------------------------- | ----------------------------- | --------------------- | --------- |
| Deportes Iquique     | 2 – 0     | Deportes La Serena        | Tierra de Campeones           | 20 de outubro de 2020 | 11:00     |
| Unión La Calera      | 3 – 0     | Huachipato                | Nicolás Chahuán Nazar         | 20 de outubro de 2020 | 13:30     |
| O'Higgins            | 2 – 2     | Curicó Unido              | El Teniente                   | 20 de outubro de 2020 | 16:00     |
| Santiago Wanderers   | 2 – 1     | Deportes Antofagasta      | Elías Figueroa Brander        | 21 de outubro de 2020 | 11:00     |
| Coquimbo Unido       | 0 – 2     | Universidad de Concepción | Francisco Sánchez Rumoroso    | 21 de outubro de 2020 | 13:30     |
| Universidad de Chile | 2 – 2     | Audax Italiano            | El Teniente                   | 21 de outubro de 2020 | 16:00     |
| Unión Española       | 1 – 0     | Cobresal                  | Santa Laura – Universidad SEK | 21 de outubro de 2020 | 18:30     |
| Everton              | 1 – 1     | Colo-Colo                 | Sausalito                     | 28 de outubro de 2020 | 16:00     |
| Palestino            | 1 – 4     | Universidad Católica      | Municipal de La Cisterna      | 8 de novembro de 2020 | 16:00     |

| Rodada 17                 | Rodada 17 | Rodada 17            | Rodada 17                     | Rodada 17             | Rodada 17 |
| Mandante                  | Placar    | Visitante            | Estádio                       | Data                  | Hora      |
| ------------------------- | --------- | -------------------- | ----------------------------- | --------------------- | --------- |
| Cobresal                  | 1 – 0     | Santiago Wanderers   | El Cobre                      | 29 de outubro de 2020 | 13:30     |
| Universidad de Concepción | 1 – 0     | Universidad de Chile | Ester Roa Rebolledo           | 29 de outubro de 2020 | 16:00     |
| Deportes Antofagasta      | 3 – 1     | Unión La Calera      | Bicentenario Calvo y Bascuñán | 30 de outubro de 2020 | 11:00     |
| Colo-Colo                 | 0 – 2     | Deportes Iquique     | Monumental                    | 31 de outubro de 2020 | 11:00     |
| Huachipato                | 2 – 0     | O'Higgins            | Huachipato – CAP Acero        | 31 de outubro de 2020 | 13:30     |
| Curicó Unido              | 1 – 0     | Palestino            | Bicentenario La Granja        | 31 de outubro de 2020 | 16:00     |
| Audax Italiano            | 1 – 2     | Everton              | Bicentenario de La Florida    | 31 de outubro de 2020 | 18:30     |
| Coquimbo Unido            | 1 – 1     | Unión Española       | Francisco Sánchez Rumoroso    | 1 de novembro de 2020 | 16:00     |
| Universidad Católica      | 3 – 0     | Deportes La Serena   | San Carlos de Apoquindo       | 1 de novembro de 2020 | 18:30     |

### Segundo turno
| Rodada 18                 | Rodada 18 | Rodada 18            | Rodada 18                     | Rodada 18              | Rodada 18 |
| Mandante                  | Placar    | Visitante            | Estádio                       | Data                   | Hora      |
| ------------------------- | --------- | -------------------- | ----------------------------- | ---------------------- | --------- |
| Everton                   | 0 – 1     | O'Higgins            | Sausalito                     | 13 de novembro de 2020 | 13:30     |
| Palestino                 | 3 – 1     | Colo-Colo            | Municipal de La Cisterna      | 14 de novembro de 2020 | 11:00     |
| Deportes Iquique          | 1 – 2     | Curicó Unido         | Tierra de Campeones           | 14 de novembro de 2020 | 16:00     |
| Unión Española            | 3 – 2     | Unión La Calera      | Santa Laura – Universidad SEK | 14 de novembro de 2020 | 18:30     |
| Audax Italiano            | 2 – 0     | Coquimbo Unido       | Bicentenario de La Florida    | 14 de novembro de 2020 | 21:00     |
| Universidad de Concepción | 2 – 0     | Deportes Antofagasta | Ester Roa Rebolledo           | 15 de novembro de 2020 | 11:00     |
| Deportes La Serena        | 1 – 0     | Huachipato           | La Portada                    | 15 de novembro de 2020 | 16:00     |
| Universidad de Chile      | 3 – 0     | Santiago Wanderers   | Estádio Nacional              | 15 de novembro de 2020 | 18:30     |
| Universidad Católica      | 2 – 1     | Cobresal             | San Carlos de Apoquindo       | 15 de novembro de 2020 | 21:00     |

| Rodada 19            | Rodada 19 | Rodada 19                 | Rodada 19                     | Rodada 19              | Rodada 19 |
| Mandante             | Placar    | Visitante                 | Estádio                       | Data                   | Hora      |
| -------------------- | --------- | ------------------------- | ----------------------------- | ---------------------- | --------- |
| O'Higgins            | 1 – 0     | Palestino                 | El Teniente                   | 17 de novembro de 2020 | 10:30     |
| Curicó Unido         | 2 – 2     | Universidad de Concepción | Bicentenario La Granja        | 18 de novembro de 2020 | 10:30     |
| Cobresal             | 1 – 2     | Deportes La Serena        | El Cobre                      | 18 de novembro de 2020 | 17:00     |
| Unión La Calera      | 1 – 0     | Universidad de Chile      | Nicolás Chahuán Nazar         | 18 de novembro de 2020 | 19:15     |
| Coquimbo Unido       | 2 – 1     | Universidad Católica      | Francisco Sánchez Rumoroso    | 18 de novembro de 2020 | 21:30     |
| Deportes Antofagasta | 1 – 1     | Everton                   | Bicentenario Calvo y Bascuñán | 19 de novembro de 2020 | 10:30     |
| Huachipato           | 1 – 1     | Deportes Iquique          | Huachipato – CAP Acero        | 19 de novembro de 2020 | 16:15     |
| Colo-Colo            | 1 – 0     | Audax Italiano            | Monumental                    | 19 de novembro de 2020 | 18:30     |
| Santiago Wanderers   | 1 – 0     | Unión Española            | Elías Figueroa Brander        | 19 de novembro de 2020 | 21:00     |

| Rodada 20                 | Rodada 20 | Rodada 20            | Rodada 20                     | Rodada 20              | Rodada 20 |
| Mandante                  | Placar    | Visitante            | Estádio                       | Data                   | Hora      |
| ------------------------- | --------- | -------------------- | ----------------------------- | ---------------------- | --------- |
| Coquimbo Unido            | 1 – 2     | Unión La Calera      | Francisco Sánchez Rumoroso    | 21 de novembro de 2020 | 19:15     |
| Palestino                 | 1 – 3     | Deportes La Serena   | Municipal de La Cisterna      | 22 de novembro de 2020 | 10:30     |
| Everton                   | 1 – 1     | Universidad de Chile | Sausalito                     | 22 de novembro de 2020 | 19:15     |
| Universidad Católica      | 5 – 3     | Deportes Antofagasta | San Carlos de Apoquindo       | 22 de novembro de 2020 | 21:30     |
| Deportes Iquique          | 0 – 0     | Cobresal             | Tierra de Campeones           | 23 de novembro de 2020 | 17:00     |
| Universidad de Concepción | 0 – 1     | Huachipato           | Ester Roa Rebolledo           | 23 de novembro de 2020 | 19:15     |
| Unión Española            | 0 – 2     | O'Higgins            | Santa Laura – Universidad SEK | 23 de novembro de 2020 | 21:30     |
| Audax Italiano            | 1 – 1     | Santiago Wanderers   | Bicentenario de La Florida    | 24 de novembro de 2020 | 21:30     |
| Colo-Colo                 | 0 – 2     | Curicó Unido         | Monumental                    | 25 de novembro de 2020 | 18:00     |

| Rodada 21            | Rodada 21 | Rodada 21                 | Rodada 21                     | Rodada 21              | Rodada 21 |
| Mandante             | Placar    | Visitante                 | Estádio                       | Data                   | Hora      |
| -------------------- | --------- | ------------------------- | ----------------------------- | ---------------------- | --------- |
| Deportes Antofagasta | 1 – 1     | Palestino                 | Bicentenario Calvo y Bascuñán | 2 de dezembro de 2020  | 10:30     |
| Curicó Unido         | 4 – 1     | Audax Italiano            | Bicentenario La Granja        | 3 de dezembro de 2020  | 10:30     |
| Unión Española       | 1 – 1     | Universidad de Concepción | Santa Laura – Universidad SEK | 3 de dezembro de 2020  | 20:00     |
| Cobresal             | 1 – 1     | O'Higgins                 | El Cobre                      | 4 de dezembro de 2020  | 10:30     |
| Deportes La Serena   | 1 – 0     | Deportes Iquique          | La Portada                    | 4 de dezembro de 2020  | 17:00     |
| Huachipato           | 2 – 2     | Colo-Colo                 | Huachipato – CAP Acero        | 5 de dezembro de 2020  | 17:00     |
| Santiago Wanderers   | 1 – 1     | Coquimbo Unido            | Elías Figueroa Brander        | 6 de dezembro de 2020  | 10:30     |
| Unión La Calera      | 6 – 2     | Everton                   | Nicolás Chahuán Nazar         | 6 de dezembro de 2020  | 19:30     |
| Universidad de Chile | 0 – 0     | Universidad Católica      | Estádio Nacional              | 23 de dezembro de 2020 | 18:30     |

| Rodada 22            | Rodada 22 | Rodada 22                 | Rodada 22                  | Rodada 22              | Rodada 22 |
| Mandante             | Placar    | Visitante                 | Estádio                    | Data                   | Hora      |
| -------------------- | --------- | ------------------------- | -------------------------- | ---------------------- | --------- |
| Cobresal             | 3 – 1     | Universidad de Concepción | El Cobre                   | 8 de dezembro de 2020  | 10:30     |
| Deportes Iquique     | 1 – 1     | Unión Española            | Tierra de Campeones        | 8 de dezembro de 2020  | 15:45     |
| Colo-Colo            | 0 – 2     | Deportes La Serena        | Monumental                 | 8 de dezembro de 2020  | 18:30     |
| O'Higgins            | 2 – 1     | Huachipato                | El Teniente                | 8 de dezembro de 2020  | 21:00     |
| Palestino            | 3 – 1     | Unión La Calera           | Municipal de La Cisterna   | 9 de dezembro de 2020  | 10:30     |
| Audax Italiano       | 1 – 3     | Universidad de Chile      | Bicentenario de La Florida | 9 de dezembro de 2020  | 18:30     |
| Everton              | 3 – 1     | Curicó Unido              | Sausalito                  | 10 de dezembro de 2020 | 21:30     |
| Coquimbo Unido       | 0 – 1     | Deportes Antofagasta      | Francisco Sánchez Rumoroso | 23 de dezembro de 2020 | 10:30     |
| Universidad Católica | 1 – 1     | Santiago Wanderers        | San Carlos de Apoquindo    | 30 de dezembro de 2020 | 20:30     |

| Rodada 23                 | Rodada 23 | Rodada 23        | Rodada 23                     | Rodada 23              | Rodada 23 |
| Mandante                  | Placar    | Visitante        | Estádio                       | Data                   | Hora      |
| ------------------------- | --------- | ---------------- | ----------------------------- | ---------------------- | --------- |
| Unión Española            | 1 – 2     | Colo-Colo        | Santa Laura – Universidad SEK | 12 de dezembro de 2020 | 18:00     |
| Universidad de Concepción | 3 – 1     | Audax Italiano   | Ester Roa Rebolledo           | 12 de dezembro de 2020 | 20:30     |
| Deportes La Serena        | 1 – 0     | Coquimbo Unido   | La Portada                    | 13 de dezembro de 2020 | 17:00     |
| Santiago Wanderers        | 2 – 1     | Everton          | Estádio Nacional              | 13 de dezembro de 2020 | 19:15     |
| Deportes Antofagasta      | 2 – 1     | Huachipato       | Bicentenario Calvo y Bascuñán | 14 de dezembro de 2020 | 10:30     |
| Curicó Unido              | 0 – 1     | Cobresal         | Bicentenario La Granja        | 14 de dezembro de 2020 | 18:00     |
| Unión La Calera           | 0 – 1     | O'Higgins        | Nicolás Chahuán Nazar         | 30 de dezembro de 2020 | 10:30     |
| Universidad de Chile      | 2 – 2     | Deportes Iquique | Estádio Nacional              | 24 de janeiro de 2021  | 19:15     |
| Universidad Católica      | 2 – 3     | Palestino        | San Carlos de Apoquindo       | 25 de janeiro de 2021  | 20:00     |

| Rodada 24          | Rodada 24 | Rodada 24                 | Rodada 24                  | Rodada 24              | Rodada 24 |
| Mandante           | Placar    | Visitante                 | Estádio                    | Data                   | Hora      |
| ------------------ | --------- | ------------------------- | -------------------------- | ---------------------- | --------- |
| Palestino          | 3 – 1     | Santiago Wanderers        | Municipal de La Cisterna   | 16 de dezembro de 2020 | 10:30     |
| Deportes Iquique   | 4 – 0     | Universidad de Concepción | Tierra de Campeones        | 16 de dezembro de 2020 | 18:00     |
| Everton            | 1 – 2     | Unión Española            | Sausalito                  | 16 de dezembro de 2020 | 20:30     |
| Audax Italiano     | 3 – 0     | Deportes Antofagasta      | Bicentenario de La Florida | 17 de dezembro de 2020 | 10:30     |
| Deportes La Serena | 0 – 0     | Universidad de Chile      | La Portada                 | 17 de dezembro de 2020 | 17:00     |
| Huachipato         | 1 – 0     | Curicó Unido              | Huachipato – CAP Acero     | 17 de dezembro de 2020 | 19:30     |
| Colo-Colo          | 2 – 1     | Coquimbo Unido            | Monumental                 | 23 de janeiro de 2021  | 18:00     |
| Cobresal           | 1 – 1     | Unión La Calera           | El Cobre                   | 23 de janeiro de 2021  | 20:30     |
| O'Higgins          | 2 – 0     | Universidad Católica      | El Teniente                | 30 de janeiro de 2021  | 19:00     |

| Rodada 25                 | Rodada 25 | Rodada 25          | Rodada 25                     | Rodada 25              | Rodada 25 |
| Mandante                  | Placar    | Visitante          | Estádio                       | Data                   | Hora      |
| ------------------------- | --------- | ------------------ | ----------------------------- | ---------------------- | --------- |
| Universidad Católica      | 0 – 0     | Colo-Colo          | San Carlos de Apoquindo       | 19 de dezembro de 2020 | 18:00     |
| Palestino                 | 1 – 0     | Audax Italiano     | Municipal de La Cisterna      | 20 de dezembro de 2020 | 10:30     |
| Deportes Antofagasta      | 1 – 1     | Santiago Wanderers | Bicentenario Calvo y Bascuñán | 20 de dezembro de 2020 | 17:00     |
| Universidad de Chile      | 2 – 2     | Huachipato         | Estádio Nacional              | 20 de dezembro de 2020 | 19:15     |
| Coquimbo Unido            | 0 – 3     | O'Higgins          | Francisco Sánchez Rumoroso    | 20 de dezembro de 2020 | 21:30     |
| Universidad de Concepción | 0 – 2     | Deportes La Serena | Ester Roa Rebolledo           | 21 de dezembro de 2020 | 18:00     |
| Everton                   | 3 – 0     | Cobresal           | Sausalito                     | 22 de dezembro de 2020 | 10:30     |
| Unión La Calera           | 1 – 2     | Deportes Iquique   | Nicolás Chahuán Nazar         | 28 de janeiro de 2021  | 20:00     |
| Curicó Unido              | 2 – 4     | Unión Española     | Bicentenario La Granja        | 31 de janeiro de 2021  | 21:00     |

| Rodada 26                 | Rodada 26 | Rodada 26            | Rodada 26                     | Rodada 26              | Rodada 26 |
| Mandante                  | Placar    | Visitante            | Estádio                       | Data                   | Hora      |
| ------------------------- | --------- | -------------------- | ----------------------------- | ---------------------- | --------- |
| Santiago Wanderers        | 1 – 0     | O'Higgins            | Elías Figueroa Brander        | 26 de dezembro de 2020 | 20:30     |
| Unión Española            | 1 – 1     | Deportes Antofagasta | Santa Laura – Universidad SEK | 27 de dezembro de 2020 | 10:30     |
| Huachipato                | 0 – 1     | Coquimbo Unido       | Huachipato – CAP Acero        | 27 de dezembro de 2020 | 17:00     |
| Audax Italiano            | 2 – 2     | Universidad Católica | Bicentenario de La Florida    | 27 de dezembro de 2020 | 19:15     |
| Deportes Iquique          | 0 – 2     | Palestino            | Tierra de Campeones           | 28 de dezembro de 2020 | 10:30     |
| Cobresal                  | 2 – 0     | Universidad de Chile | El Cobre                      | 28 de dezembro de 2020 | 17:00     |
| Universidad de Concepción | 0 – 0     | Everton              | Ester Roa Rebolledo           | 28 de dezembro de 2020 | 19:30     |
| Deportes La Serena        | 2 – 1     | Curicó Unido         | La Portada                    | 24 de janeiro de 2021  | 17:00     |
| Colo-Colo                 | 2 – 1     | Unión La Calera      | Monumental                    | 31 de janeiro de 2021  | 18:30     |

| Rodada 27            | Rodada 27 | Rodada 27                 | Rodada 27                     | Rodada 27              | Rodada 27 |
| Mandante             | Placar    | Visitante                 | Estádio                       | Data                   | Hora      |
| -------------------- | --------- | ------------------------- | ----------------------------- | ---------------------- | --------- |
| O'Higgins            | 1 – 1     | Deportes La Serena        | El Teniente                   | 2 de janeiro de 2021   | 10:30     |
| Everton              | 1 – 0     | Deportes Iquique          | Sausalito                     | 2 de janeiro de 2021   | 17:00     |
| Unión La Calera      | 3 – 0     | Santiago Wanderers        | Nicolás Chahuán Nazar         | 2 de janeiro de 2021   | 19:15     |
| Deportes Antofagasta | 0 – 1     | Colo-Colo                 | Bicentenario Calvo y Bascuñán | 3 de janeiro de 2021   | 10:30     |
| Universidad de Chile | 2 – 0     | Universidad de Concepción | Estádio Nacional              | 3 de janeiro de 2021   | 19:15     |
| Audax Italiano       | 2 – 2     | Unión Española            | Bicentenario de La Florida    | 4 de janeiro de 2021   | 10:30     |
| Palestino            | 4 – 2     | Curicó Unido              | Municipal de La Cisterna      | 4 de janeiro de 2021   | 19:15     |
| Universidad Católica | 3 – 0     | Huachipato                | San Carlos de Apoquindo       | 4 de janeiro de 2021   | 21:30     |
| Coquimbo Unido       | 0 – 1     | Cobresal                  | Francisco Sánchez Rumoroso    | 4 de fevereiro de 2021 | 20:00     |

| Rodada 28                 | Rodada 28 | Rodada 28            | Rodada 28                     | Rodada 28             | Rodada 28 |
| Mandante                  | Placar    | Visitante            | Estádio                       | Data                  | Hora      |
| ------------------------- | --------- | -------------------- | ----------------------------- | --------------------- | --------- |
| Santiago Wanderers        | 3 – 0     | Colo-Colo            | Elías Figueroa Brander        | 6 de janeiro de 2021  | 10:30     |
| Deportes La Serena        | 1 – 1     | Everton              | La Portada                    | 6 de janeiro de 2021  | 17:00     |
| Universidad de Chile      | 0 – 1     | O'Higgins            | Estádio Nacional              | 6 de janeiro de 2021  | 19:15     |
| Curicó Unido              | 2 – 0     | Deportes Antofagasta | Bicentenario La Granja        | 7 de janeiro de 2021  | 10:30     |
| Universidad de Concepción | 1 – 1     | Palestino            | Ester Roa Rebolledo           | 7 de janeiro de 2021  | 17:00     |
| Huachipato                | 4 – 3     | Unión La Calera      | Huachipato – CAP Acero        | 7 de janeiro de 2021  | 19:15     |
| Deportes Iquique          | 0 – 1     | Universidad Católica | Tierra de Campeones           | 7 de janeiro de 2021  | 21:30     |
| Cobresal                  | 1 – 2     | Audax Italiano       | El Cobre                      | 8 de janeiro de 2021  | 10:30     |
| Unión Española            | 0 – 1     | Coquimbo Unido       | Santa Laura – Universidad SEK | 26 de janeiro de 2021 | 20:00     |

| Rodada 29            | Rodada 29 | Rodada 29                 | Rodada 29                     | Rodada 29             | Rodada 29 |
| Mandante             | Placar    | Visitante                 | Estádio                       | Data                  | Hora      |
| -------------------- | --------- | ------------------------- | ----------------------------- | --------------------- | --------- |
| Universidad Católica | 1 – 1     | Curicó Unido              | San Carlos de Apoquindo       | 10 de janeiro de 2021 | 10:30     |
| Colo-Colo            | 1 – 0     | Everton                   | Monumental                    | 10 de janeiro de 2021 | 18:30     |
| Unión La Calera      | 1 – 2     | Universidad de Concepción | Nicolás Chahuán Nazar         | 10 de janeiro de 2021 | 21:00     |
| Palestino            | 2 – 2     | Unión Española            | Municipal de La Cisterna      | 11 de janeiro de 2021 | 10:30     |
| Deportes Antofagasta | 2 – 2     | Deportes La Serena        | Bicentenario Calvo y Bascuñán | 11 de janeiro de 2021 | 17:00     |
| Santiago Wanderers   | 1 – 0     | Cobresal                  | Elías Figueroa Brander        | 11 de janeiro de 2021 | 19:15     |
| Audax Italiano       | 2 – 0     | Huachipato                | Bicentenario de La Florida    | 11 de janeiro de 2021 | 21:30     |
| O'Higgins            | 2 – 2     | Deportes Iquique          | El Teniente                   | 12 de janeiro de 2021 | 10:30     |
| Coquimbo Unido       | 0 – 1     | Universidad de Chile      | Francisco Sánchez Rumoroso    | 29 de janeiro de 2021 | 19:00     |

| Rodada 30                 | Rodada 30 | Rodada 30            | Rodada 30                     | Rodada 30              | Rodada 30 |
| Mandante                  | Placar    | Visitante            | Estádio                       | Data                   | Hora      |
| ------------------------- | --------- | -------------------- | ----------------------------- | ---------------------- | --------- |
| Universidad de Concepción | 1 – 1     | Colo-Colo            | Ester Roa Rebolledo           | 13 de janeiro de 2021  | 17:00     |
| Everton                   | 2 – 1     | Audax Italiano       | Sausalito                     | 14 de janeiro de 2021  | 17:00     |
| Universidad de Chile      | 1 – 1     | Palestino            | Estádio Nacional              | 14 de janeiro de 2021  | 19:15     |
| Unión Española            | 1 – 1     | Universidad Católica | Santa Laura – Universidad SEK | 14 de janeiro de 2021  | 21:30     |
| Cobresal                  | 3 – 1     | Deportes Antofagasta | El Cobre                      | 15 de janeiro de 2021  | 10:30     |
| Deportes La Serena        | 3 – 0     | Unión La Calera      | La Portada                    | 15 de janeiro de 2021  | 17:00     |
| Curicó Unido              | 1 – 3     | O'Higgins            | Bicentenario La Granja        | 15 de janeiro de 2021  | 19:15     |
| Huachipato                | 4 – 0     | Santiago Wanderers   | Huachipato – CAP Acero        | 15 de janeiro de 2021  | 21:30     |
| Deportes Iquique          | 2 – 2     | Coquimbo Unido       | Tierra de Campeones           | 1 de fevereiro de 2021 | 21:00     |

| Rodada 31            | Rodada 31 | Rodada 31                 | Rodada 31                     | Rodada 31             | Rodada 31 |
| Mandante             | Placar    | Visitante                 | Estádio                       | Data                  | Hora      |
| -------------------- | --------- | ------------------------- | ----------------------------- | --------------------- | --------- |
| Colo-Colo            | 0 – 0     | Universidad de Chile      | Monumental                    | 17 de janeiro de 2021 | 18:00     |
| Palestino            | 3 – 2     | Cobresal                  | Municipal de La Cisterna      | 18 de janeiro de 2021 | 10:30     |
| Santiago Wanderers   | 0 – 0     | Deportes La Serena        | Elías Figueroa Brander        | 18 de janeiro de 2021 | 17:00     |
| Audax Italiano       | 1 – 3     | Unión La Calera           | Bicentenario de La Florida    | 18 de janeiro de 2021 | 19:15     |
| Deportes Antofagasta | 3 – 1     | Deportes Iquique          | Bicentenario Calvo y Bascuñán | 19 de janeiro de 2021 | 10:30     |
| Huachipato           | 4 – 1     | Unión Española            | Huachipato – CAP Acero        | 19 de janeiro de 2021 | 17:00     |
| Universidad Católica | 1 – 1     | Everton                   | San Carlos de Apoquindo       | 19 de janeiro de 2021 | 19:15     |
| O'Higgins            | 0 – 0     | Universidad de Concepción | El Teniente                   | 19 de janeiro de 2021 | 21:30     |
| Coquimbo Unido       | 0 – 0     | Curicó Unido              | Francisco Sánchez Rumoroso    | 20 de janeiro de 2021 | 21:30     |

| Rodada 32                 | Rodada 32 | Rodada 32            | Rodada 32              | Rodada 32              | Rodada 32 |
| Mandante                  | Placar    | Visitante            | Estádio                | Data                   | Hora      |
| ------------------------- | --------- | -------------------- | ---------------------- | ---------------------- | --------- |
| Deportes La Serena        | 1 – 2     | Universidad Católica | La Portada             | 5 de fevereiro de 2021 | 17:00     |
| Unión La Calera           | 1 – 1     | Deportes Antofagasta | Nicolás Chahuán Nazar  | 5 de fevereiro de 2021 | 19:15     |
| Curicó Unido              | 1 – 3     | Santiago Wanderers   | Bicentenario La Granja | 5 de fevereiro de 2021 | 21:30     |
| O'Higgins                 | 0 – 0     | Audax Italiano       | El Teniente            | 6 de fevereiro de 2021 | 10:30     |
| Everton                   | 1 – 3     | Palestino            | Sausalito              | 6 de fevereiro de 2021 | 17:00     |
| Universidad de Chile      | 3 – 0     | Unión Española       | Estádio Nacional       | 6 de fevereiro de 2021 | 19:15     |
| Deportes Iquique          | 0 – 0     | Colo-Colo            | Tierra de Campeones    | 6 de fevereiro de 2021 | 21:30     |
| Universidad de Concepción | 2 – 1     | Coquimbo Unido       | Ester Roa Rebolledo    | 7 de fevereiro de 2021 | 17:00     |
| Cobresal                  | 2 – 1     | Huachipato           | El Cobre               | 7 de fevereiro de 2021 | 21:45     |

| Rodada 33            | Rodada 33 | Rodada 33                 | Rodada 33                     | Rodada 33               | Rodada 33 |
| Mandante             | Placar    | Visitante                 | Estádio                       | Data                    | Hora      |
| -------------------- | --------- | ------------------------- | ----------------------------- | ----------------------- | --------- |
| Deportes Antofagasta | 1 – 0     | O'Higgins                 | Bicentenario Calvo y Bascuñán | 10 de fevereiro de 2021 | 10:30     |
| Curicó Unido         | 0 – 0     | Universidad de Chile      | Bicentenario La Granja        | 10 de fevereiro de 2021 | 18:30     |
| Unión Española       | 1 – 1     | Deportes La Serena        | Santa Laura – Universidad SEK | 10 de fevereiro de 2021 | 18:30     |
| Universidad Católica | 0 – 0     | Unión La Calera           | San Carlos de Apoquindo       | 10 de fevereiro de 2021 | 21:30     |
| Colo-Colo            | 0 – 0     | Cobresal                  | Monumental                    | 11 de fevereiro de 2021 | 18:30     |
| Santiago Wanderers   | 1 – 1     | Universidad de Concepción | Elías Figueroa Brander        | 11 de fevereiro de 2021 | 18:30     |
| Audax Italiano       | 1 – 1     | Deportes Iquique          | Bicentenario de La Florida    | 11 de fevereiro de 2021 | 18:30     |
| Coquimbo Unido       | 3 – 0     | Everton                   | Francisco Sánchez Rumoroso    | 11 de fevereiro de 2021 | 18:30     |
| Huachipato           | 1 – 0     | Palestino                 | Huachipato – CAP Acero        | 11 de fevereiro de 2021 | 21:00     |

| Rodada 34                 | Rodada 34 | Rodada 34            | Rodada 34                | Rodada 34               | Rodada 34 |
| Mandante                  | Placar    | Visitante            | Estádio                  | Data                    | Hora      |
| ------------------------- | --------- | -------------------- | ------------------------ | ----------------------- | --------- |
| Unión La Calera           | 2 – 3     | Curicó Unido         | Nicolás Chahuán Nazar    | 13 de fevereiro de 2021 | 18:30     |
| Universidad de Chile      | 3 – 1     | Deportes Antofagasta | Estádio Nacional         | 13 de fevereiro de 2021 | 18:30     |
| Universidad de Concepción | 1 – 2     | Universidad Católica | Ester Roa Rebolledo      | 14 de fevereiro de 2021 | 10:30     |
| Everton                   | 1 – 0     | Huachipato           | Sausalito                | 14 de fevereiro de 2021 | 10:30     |
| Deportes Iquique          | 2 – 0     | Santiago Wanderers   | Tierra de Campeones      | 14 de fevereiro de 2021 | 18:00     |
| Deportes La Serena        | 0 – 2     | Audax Italiano       | La Portada               | 14 de fevereiro de 2021 | 18:00     |
| Palestino                 | 2 – 2     | Coquimbo Unido       | Municipal de La Cisterna | 14 de fevereiro de 2021 | 18:00     |
| O'Higgins                 | 1 – 1     | Colo-Colo            | El Teniente              | 14 de fevereiro de 2021 | 18:00     |
| Cobresal                  | 4 – 1     | Unión Española       | El Cobre                 | 15 de fevereiro de 2021 | 10:30     |

Fonte: ANFP (em castelhano), CDF (em castelhano), Soccerway (em português), Goal (em português)

## Rebaixamento
Esta tabela será designada para completar a definição acerca do rebaixamento.
| Pos. | Equipe                    | 2019 | 2019 | 2019     | 2020 | 2020 | 2020     | Promédio | Rebaixamento                  |
| Pos. | Equipe                    | Pts. | J    | Promédio | Pts. | J    | Promédio | Promédio | Rebaixamento                  |
| ---- | ------------------------- | ---- | ---- | -------- | ---- | ---- | -------- | -------- | ----------------------------- |
| 1    | Universidad Católica      | 53   | 24   | 1.325    | 65   | 34   | 0.765    | 2.09     |                               |
| 2    | Unión La Calera           | 37   | 25   | 0.888    | 57   | 34   | 0.671    | 1.559    |                               |
| 3    | Palestino                 | 38   | 24   | 0.95     | 51   | 34   | 0.6      | 1.55     |                               |
| 4    | Colo-Colo                 | 40   | 24   | 1        | 39   | 34   | 0.459    | 1.459    |                               |
| 5    | Unión Española            | 34   | 25   | 0.816    | 52   | 34   | 0.612    | 1.428    |                               |
| 6    | Huachipato                | 34   | 24   | 0.85     | 46   | 34   | 0.541    | 1.391    |                               |
| 7    | O'Higgins                 | 34   | 24   | 0.85     | 45   | 34   | 0.529    | 1.379    |                               |
| 8    | Cobresal                  | 34   | 25   | 0.816    | 47   | 34   | 0.553    | 1.369    |                               |
| 9    | Santiago Wanderers        | —    | —    | —        | 44   | 34   | 1.294    | 1.294    |                               |
| 10   | Audax Italiano            | 34   | 24   | 0.85     | 41   | 34   | 0.482    | 1.332    |                               |
| 11   | Coquimbo Unido            | 34   | 24   | 0.85     | 35   | 34   | 0.412    | 1.262    |                               |
| 12   | Everton                   | 29   | 24   | 0.725    | 43   | 34   | 0.506    | 1.231    |                               |
| 13   | Deportes Antofagasta      | 27   | 24   | 0.675    | 48   | 34   | 0.565    | 1.24     |                               |
| 14   | Universidad de Chile      | 24   | 24   | 0.6      | 52   | 34   | 0.612    | 1.212    |                               |
| 15   | Curicó Unido              | 26   | 24   | 0.65     | 46   | 34   | 0.541    | 1.191    |                               |
| 16   | Deportes La Serena        | —    | —    | —        | 39   | 34   | 1.147    | 1.147    |                               |
| 17   | Universidad de Concepción | 23   | 24   | 0.575    | 41   | 34   | 0.482    | 1.057    | Qualificado para o Promoción  |
| 18   | Deportes Iquique          | 25   | 25   | 0.6      | 38   | 34   | 0.447    | 1.047    | Rebaixado à Primera B de 2021 |

| Atualizada com os jogos disputados em 15 de fevereiro de 2021. Fonte: ANFP |

## Promoción
A partida de Promoción pelo terceiro rebaixamento para a Primera B de 2021 foi disputada por Colo-Colo, como mandante, e Universidad de Concepción, como visitante, no Estádio Fiscal de Talca. O vencedor da partida foi o Colo-Colo pelo placar mínimo, um gol do argentino Pablo Solari, e se manterá na primeira divisão em 2021, enquanto que a equipe do Universidad de Concepción cairá para a segunda divisão na temporada de 2021.
| 17 de fevereiro de 2021 | Colo-Colo        | 1 – 0 | Universidad de Concepción | Talca                                                   |  |
| 18:00 (UTC−3)           | Pablo Solari 19' |       |                           | Estádio: Fiscal de Talca Árbitro: Julio Bascuñán (FIFA) |  |

## Estatísticas da temporada

### Artilharia
- Atualizado até 15 de fevereiro de 2021.[9]

| 0Gols0 | Jogador             | Equipe                    |
| ------ | ------------------- | ------------------------- |
| 20     | Fernando Zampedri   | Universidad Católica      |
| 19     | Joaquín Larrivey    | Universidad de Chile      |
| 17     | Cecilio Waterman    | Universidad de Concepción |
| 15     | Cristian Palacios   | Unión Española            |
| 15     | Juan Sánchez Sotelo | Huachipato                |
| 14     | Andrés Vilches      | Unión La Calera           |
| 13     | Juan Cuevas         | Everton                   |
| 13     | Enzo Gutiérrez      | Santiago Wanderers        |
| 13     | Kayky Xavier        | Palestino                 |

| Fonte: Soccerway |

## Premiação
| Campeonato Chileno de Futebol de 2020 Primeira Divisão | Campeonato Chileno de Futebol de 2020 Primeira Divisão |
| ------------------------------------------------------ | ------------------------------------------------------ |
| Universidad Católica Campeã (15º título)               |                                                        |